# عاطفية (شعور)

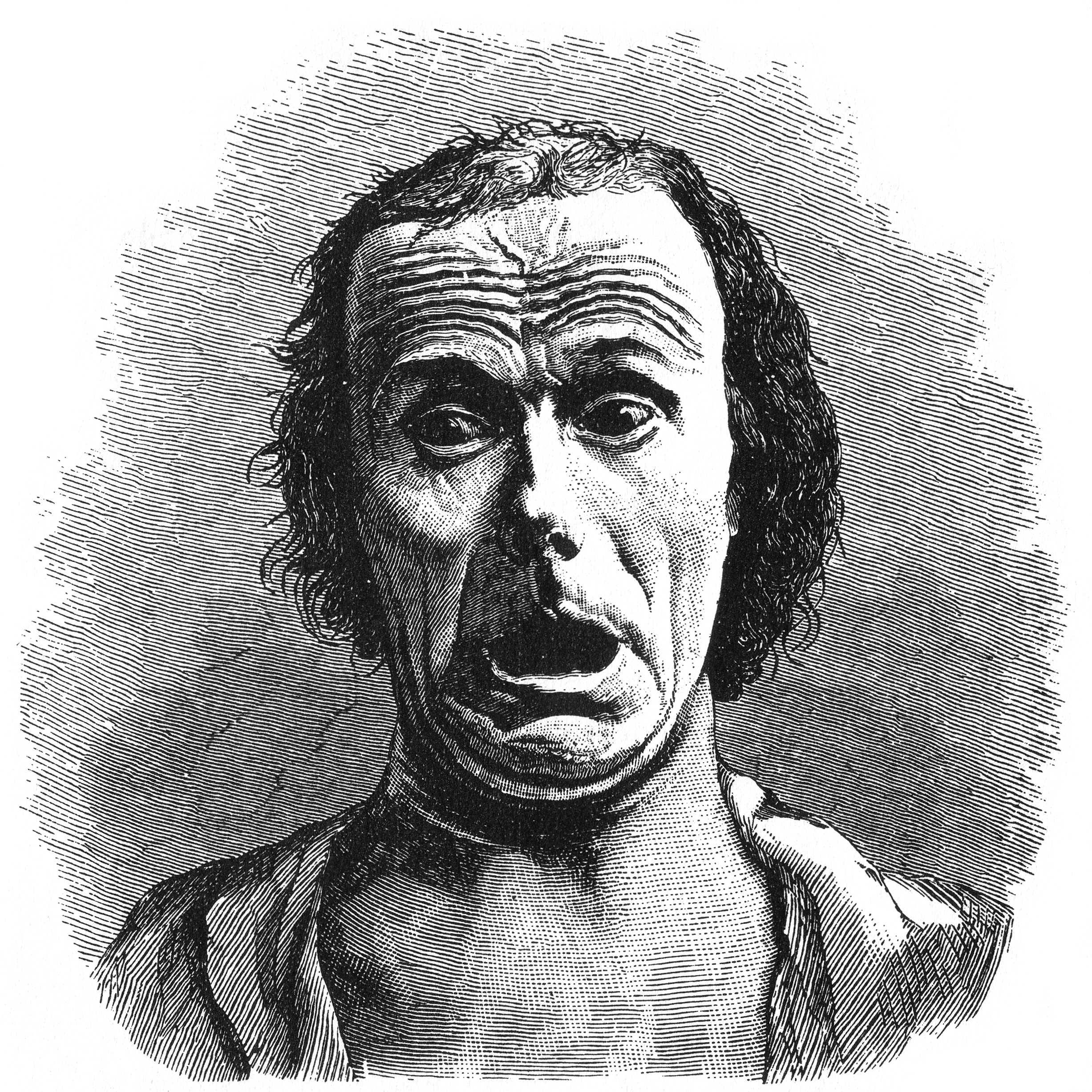
تعد العيون الواسعة والحواجب المرتفعة سماتين شائعتين عن الشعور بالمفاجأة (الشكل 20 من كتاب تشارلز داروين تعبير عن المشاعر في الإنسان والحيوان)

عاطِفِيّة (بالانجليزية: Emotionality) هي المكون السلوكي والفسيولوجي الملحوظ للشعور. تُعد مقياساً للتفاعل العاطفي للشخص مع المنبه. ويمكن ملاحظة معظم هذه الاستجابات من أشخاص آخرين، بينما لا يمكن ملاحظة بعض الاستجابات العاطفية إلا من الشخص الذي يحس بها.
الاستجابات الملحوظة للعاطفة (مثلاً، الابتسام) ليس لها معنى واحد. يمكن استخدام الابتسامة للتعبير عن السعادة أو القلق، في حين أن العبوس يمكن أن يشير إلى الحزن أو الغضب. غالبًا ما يستخدم باحثو علم النفس التجريبي العاطفة لتفعيل المشاعر في الدراسات البحثية.

## النظريات المبكرة
بحلول أواخر القرن التاسع عشر، أصبحت العديد من المساهمات ذايةت الجودة العال مهتمة بتحليل المشاعر، تدفعتها أعمال علماء النفس مثل فيلهلم فودت، وجورج ستاوت، وويليام ماكدوغال، وويليام جيمس، وجورج هربرت ميد.
فضل وليام جيمس التركيز على الجوانب الفسيولوجية للاستجابة العاطفية، على الرغم من أنه لم يتجاهل المكونات المعرفية أو الإدراكية. اعتبر ويليام ماكدوغال أن العاطفة هي التعبير عن استجابة طبيعية مبنية على الغريزة. واستنتج علماء نفس آخرون أنه على الرغم من أن الإيماءات تعبر عن المشاعر، فإن هذا ليس مجمل وظيفتها. قام فوندت بتحليل تلك المشاعر التي تصور التعبير والتواصل.

### العاطفية بوصفها غير عقلانية
واحدة من أقدم وجهات النظر للعاطفة هي أن العاطفة تشير إلى الدونية. في علم النفس المبكر، كان يعتقد أن الشعور (العاطفة) كانت جزءًا من الروح الموروثة من الحيوانات وأنه يجب السيطرة عليها. حدد سالمون أنه في المرحلة الرومانسية في القرنين الثامن عشر والتاسع عشر، اكتشف العقل والعاطفة على أنهما متضادان.

### العاطفية بوصفها فيسيولوجيّاً
تنشأ الاستجابات الفسيولوجية للعاطفة في الجهاز العصبي المركزي والجهاز العصبي اللاإرادي وجهاز الغدد الصماء. تتضمن بعض الاستجابات ما يلي: معدل ضربات القلب، والتعرق، ومعدل التنفس وعمقه، والنشاط الكهربائي في الدماغ. حاول العديد من الباحثين إيجاد علاقة بين مشاعر معينة ونمط مماثل من الاستجابات الفسيولوجية، لكن النتائج كانت غير حاسمة.

## نظريات لاحقة
يمكن تقسيم النظريات الهامة للعاطفة إلى ثلاث فئات أساسية: الفسيولوجية،  العصبية،  والمعرفية. تشير النظريات الفسيولوجية إلى أن النشاط داخل الجسم يمكن أن يكون مسؤولاً عن العواطف. تشير النظريات العصبية إلى أن النشاط داخل الدماغ يؤدي إلى استجابات عاطفية. أخيرًا، فإن النظريات المعرفية تجعل للأفكار والنشاطات العقلية الأخرى دورًا حيويًا في تحفيز المشاعر. تشير البديهية إلى أن الناس يصبحون في البداية على وعي بمشاعرهم وأن الاستجابات الفسيولوجية تتبعها بعد فترة وجيزة. تتعارض نظريات جيمس لانج وكانون بارد وشاختر سنجر مع نظرية البديهية .

### جيمس لانج
اقترح عالم النفس ويليام جيمس وعالم الفسيولوجيا كارل لانج نظرية جيمس لانج للعاطفة. تقترح هذه النظرية أن المشاعر تحدث نتيجة الاستجابات الفسيولوجية للمنبهات أو الأحداث الخارجية. على سبيل المثال، تقترح هذه النظرية أنه إذا كان شخص ما يقود سيارته على الطريق ورأى المصابيح الأمامية لسيارة أخرى تتجه نحوه في مساره، فإن قلبه يبدأ في النبض أقوى(استجابة فسيولوجية) ثم يخاف (الخوف يكون هو العاطفة).

### كانون بارد
تشير نظرية كانون-بارد، التي صاغها والتر كانون وفيليب بارد، إلى أن العواطف واستجاباتها الفسيولوجية تختبر في وقت واحد. وباستخدام المثال السابق، عندما يرى شخص ما السيارة تتجه نحوه في مساره، يبدأ قلبه بالنبض أقوى ويشعر بالخوف في نفس الوقت.

### شاتشر وسينجر
اقترح ستانلي شاتشر وجيروم سينجر نظرية تُعرف أيضًا باسم نظرية العامل الثنائي للعاطفة، والتي تشير إلى أن العاطفة لها عاملين: الاستثارة الجسدية والتسمية المعرفية. يشير هذا إلى أنه إذا حدث النشاط الفسيولوجي أولاً، فيجب تمييزه معرفيًا على أنه سبب الإثارة ووصفه بأنه عاطفة. باستخدام مثال شخص يرى سيارة تتجه نحوه في حارته، سيبدأ نبض قلبه في التشارع وسيحدد أنه يجب أن يكون خائفًا إذا كانت القلب يتسارع، ومن هناك سيبدأ في الشعور بالخوف.

## الفروق بين الجنسين
يُعتقد أن معارضة الفكر العقلاني والعاطفة يقابلها تعارض مماثل بين الذكر والأنثى. وجهة النظر التقليدية هي أن "الرجال يُنظر إليهم على أنهم عقلانيون والمرأة على أنها عاطفية تفتقر إلى العقلانية". ومع ذلك، على الرغم من هذه الأفكار، وعلى الرغم من الاختلافات بين الجنسين في انتشار اضطرابات المزاج، فإن الأدلة التجريبية على الفروق بين الجنسين في الاستجابة العاطفية مختلطة.
عند الانخراط في التفاعل الاجتماعي، تظهر الدراسات أن النساء يبتسمن بشكل ملحوظ أكثر من الرجال. من الصعب تحديد الفرق الدقيق بين الذكور والإناث لتفسير هذا التفاوت. من الممكن أن يكون هذا الاختلاف في التعبير عن المشاعر ناتجًا عن التأثيرات المجتمعية والتوافق مع أدوار الجنسين. ومع ذلك، قد لا يفسر هذا تمامًا سبب ابتسامة الرجال أقل من ابتسامة النساء.
يتضمن دور الذكور بين الجنسين خصائص مثل القوة ومعرفة الخبراء والطبيعة التنافسية. قد يرتبط الابتسام بشكل نمطي بالضعف. قد يشعر الرجال أنهم إذا انخرطوا في هذا الضعف الملحوظ، فقد يتعارض مع محاولاتهم لإظهار القوة والسمات الأخرى لدور الذكور بين الجنسين. التفسير الواسع الآخر للتباين في التعبير الجنسي للذكور والإناث هو أن النساء أبلغن عن تعرضهن لمستويات أعلى من الشدة العاطفية مقارنة بالرجال، في كل من الجوانب الإيجابية والسلبية، مما قد يؤدي بطبيعة الحال إلى استجابة عاطفية أكبر. كما تم الإبلاغ عن أن الرجال هم أكثر عرضة للثقة في رفيقاتهم، وكشف عن مشاعرهم وحميمية، في حين أن الإناث عادة ما تكون مرتاحة في الثقة في كلا الجنسين. يشير هذا إلى أن الرجال أكثر تحديدًا بشأن كيفية تعبيرهم عن المشاعر التي يشعرون بها، والتي من المحتمل أن تعود إلى أدوار الجنسين.

## العاطفية عبر الثقافات
هناك ستة عواطف عالمية منشرة في جميع الثقافات. هذه المشاعر هي السعادة والحزن والغضب والخوف والمفاجأة والاشمئزاز. يوجد نقاش حول ما إذا كان ينبغي الجمع بين الازدراء والاشمئزاز. وفقًا لإيكمان (1992)، فإن كل من هذه المشاعر لها أيضًا تعبيرات وجه متوافقة عالميًا.
بالإضافة إلى تعبيرات الوجه التي يقال إنها تصاحب كل عاطفة، هناك أيضًا أدلة تشير إلى أن نشاطًا معينًا للجهاز العصبي اللاإرادي (ANS) يرتبط بالعواطف الثلاثة المتمثلة في الخوف والغضب والاشمئزاز. يفترض إيكمان أن هذه المشاعر المحددة مرتبطة بالاستجابات الفسيولوجية العالمية بسبب التطور. لا يُتوقع ملاحظة نفس الاستجابات الفسيولوجية للعواطف التي لا ترتبط تحديدًا بالبقاء، مثل السعادة أو الحزن.
تم تحدي نظريات إيكمان في وقت مبكر من قبل جيمس أ. راسل، ومنذ ذلك الحين اختبرها مجموعة متنوعة من الباحثين واظهرت نتائج غامضة. يبدو أن هذا يعكس المشكلات المنهجية المتعلقة بقواعد العرض ومكونات العاطفة. يفضل التفكير الحالي مزيجًا من الشمولية الأساسية مع الاختلافات الثقافية المهمة في التعبير عن المشاعر والتعبير عنها. تخدم العواطف وظائف مختلفة في ثقافات مختلفة.

## العاطفية الإيجابية
العاطفة الإيجابية هي القدرة على التحكم في الحالة المزاجية والعواطف الإيجابية، ويسعى الأشخاص ذوو المشاعر الإيجابية إلى المكافأة الاجتماعية. يمكن أن تكون العاطفة الإيجابية عاملاً وقائيًا في منع أنواع معينة من الأمراض العقلية.
في دراسة أجريت على عينة من 1655 شابًا (54٪ فتيات، 7-16 عامًا)، وجدت أنه كلما زادت عاطفتهم الإيجابية، انخفض اكتئابهم. اعتبر الاكتئاب من خلال تعريفه بعدم القدرة على تلقي المشاعر الإيجابية أو المتعة. حُدد مزاج الشباب واستراتيجيات تنظيم العواطف التكيفية (ER) وأعراض الاكتئاب من خلال استبيان. ذكرت الدراسة أيضًا أنه يمكن الحد من أعراض الاكتئاب من خلال تنظيم العاطفة للمزاج الإيجابي. دراسة أخرى ربطت التعرض للمشاعر الإيجابية قبل العملية الجراحية بتقليل القلق وتقليل الأعراض بعد العلاج.

## العاطفية السلبية
العاطفة السلبية هي عكس العاطفة الإيجابية. الناس غير قادرين على التحكم في مزاجهم وعواطفهم الإيجابية. كل شخص يعاني من مشاعر سلبية في مستويات مختلفة، وهناك عوامل مختلفة تؤثر على كل فرد بطريقة مختلفة. تؤثر الانفعالات السلبية على العديد من جوانب حياتنا من حيث التأقلم والعلاقة التي يتشاركها الناس مع بعضهم البعض. العصابية (عناصر الشخصية الخمسة / نموذج هيكل الشخصية) هي واحدة من أكبر العوامل الموجودة في العاطفة السلبية. غالبًا ما يكون الشخص في الطيف الأعلى من العصابية أكثر قلقًا ويستمتع بمشاعر عاطفته السلبية. تشير بعض الأبحاث إلى أن الأطفال الذين يعانون من السمنة المفرطة مقارنة بالأطفال غير البدينين لديهم مستويات أعلى من الانفعالات السلبية والقدرة على التحكم في العواطف.

## أنظر أيضا
- عرض وجداني
- العواطف والثقافة
- تنظيم انفعالي ذاتي